# Zohra Bitan
Pour les articles homonymes, voir Bitan.
Zohra Bitan, née le 5 janvier 1964, est une militante politique française. Elle est chroniqueuse régulière dans Les Grandes Gueules.

## Biographie
Zohra Bitan est fille d'immigrés algériens. Elle est cadre de la fonction publique territoriale. Ancienne conseillère municipale PS de l'opposition à Thiais, et membre de la Licra, elle est porte-parole de Manuel Valls pendant la primaire socialiste de 2011 et elle fonde l'association « Campus Marianne », qui propose des actions d'instruction civique. En 2013, elle rejoint l'UDI et fait partie du « contre-gouvernement » de Jean-Louis Borloo, où elle est chargée de l'intégration sociale et de la laïcité.
En juillet 2019, elle sort sa première vidéo sur YouTube publiée dans laquelle elle pose face caméra, en bikini sur le bord d’une piscine et s'en prend aux « escrocs de l’islamisme ». Pour Zohra Bitan, « le Parti socialiste tue le combat anti-racisme, le combat contre les vrais xénophobes ». Le Monde note qu'elle a une opinion proche des idées identitaires, étant favorable aux statistiques ethniques, contre l'immigration « économique », le communautarisme et le féminisme, et a un anti-islamisme « qui confine à la théorie du complot ». Zohra Bitan lance son mouvement « Faut qu'on s'parle ! » en 2015. Il bénéficie d'une campagne de promotion par le biais du hashtag #MaFranceàMoi à l'occasion du 14-Juillet, sous couvert de lutte contre l'intégrisme ; celui-ci est repris par des messages nationalistes et identitaires, avec une diffusion très importante.
Ses prises de position sur l'islam lui valent, note Marianne, d'être prise pour cible par le fondateur de l'ONG musulmane Barakacity, Idriss Sihamedi qui l'accuse entre autres de « déverser sa haine sur les femmes musulmanes ». Lors de son dépôt de plainte pour cyberharcèlement, le 18 septembre 2020, Zohra Bitan fait état de 120 tweets diffamatoires publiés par un compte alias dénommé « Driss Yemmou »,,. Il a également publié sur les réseaux sociaux une vidéo de lui volant un courrier recommandé à son domicile. Le 12 mars 2021, Idriss Sihamedi est condamné à 10 mois de prison avec sursis et au versement d'une amende de 5 000 euros,.
Le Point note qu'elle est à l'origine de la publication en 2020 du livre #JeSuisMila #JeSuisCharlie #NousSommesLaRépublique : 50 personnalités s’expriment sur la laïcité et la liberté d’expression, préfacé par Zineb El Rhazoui, qui écrit : « Par ce livre, nous disons à Mila et à tous ceux qui pensent comme elle qu'ils ne sont pas seuls, que leur liberté est notre sacerdoce ».
Jeune Afrique associe Zohra Bitan à d'autres personnalités issues de familles musulmanes et dont la médiatisation est étroitement liée à leur critique de l’islam - critique qui « fait vendre » selon ce magazine.

## Publications
- Sur la route du pays merveilleux : conte sur la banlieue, Paris, Publibook Des Écrivains, 2007, 50 p. (ISBN 978-2-7480-3415-8).
- Cette gauche qui nous désintègre : « en toute amitié... », Paris, Les nouvelles éditions François Bourin, coll. « Thermos », 2007, 144 p. (ISBN 979-1-0252-0039-1).
- Zohra Bitan (dir.), #JeSuisMila #JeSuisCharlie #NousSommesLaRépublique : 50 personnalités s'expriment sur la laïcité et la liberté d'expression, Seramis, 2020, 144 p. (ISBN 979-1-0964-8623-6, lire en ligne).